# 69295 Stecklum
69295 Stecklum è un asteroide della fascia principale. Scoperto nel 1991, presenta un'orbita caratterizzata da un semiasse maggiore pari a 3,2233558 UA e da un'eccentricità di 0,1960163, inclinata di 14,19196° rispetto all'eclittica.